# Markaryds landsfiskalsdistrikt
Markaryds landsfiskalsdistrikt var 1918–1964 ett landsfiskalsdistrikt i Kronobergs län, bildat när Sveriges indelning i landsfiskalsdistrikt trädde i kraft den 1 januari 1918, enligt beslut den 7 september 1917. Den 1 januari 1965 avskaffades i Sverige samtliga landsfiskaler och landsfiskalsdistrikt, och deras arbetsuppgifter delades upp på de nyskapade indelningarna polisdistrikt, åklagardistrikt och kronofogdedistrikt.
Landsfiskalsdistriktet låg under länsstyrelsen i Kronobergs län.

## Ingående områden
När Sveriges nya indelning i landsfiskalsdistrikt trädde i kraft den 1 oktober 1941 (enligt kungörelsen den 28 juni 1941) tillfördes Göteryds landskommun från det upplösta Göteryds landsfiskalsdistrikt. När Sveriges nya indelning i landsfiskalsdistrikt trädde i kraft den 1 januari 1952 (enligt kungörelsen 1 juni 1951) ändrades distriktets omfattning. Den 1 januari 1960 uppgick Markaryds landskommun i Markaryds köping, men distriktets omfattning ändrades inte.

### Från 1918
Sunnerbo härad:
- Hallaryds landskommun
- Hinneryds landskommun
- Markaryds köping
- Markaryds landskommun
- Traryds landskommun

### Från 1 oktober 1941
Sunnerbo härad:
- Göteryds landskommun
- Hallaryds landskommun
- Hinneryds landskommun
- Markaryds köping
- Markaryds landskommun
- Traryds landskommun

### Från 1 januari 1952
- Göteryds landskommun
- Markaryds köping
- Markaryds landskommun
- Traryds köping

### Från 1 januari 1960
- Göteryds landskommun
- Markaryds köping
- Traryds köping